# Restaurante

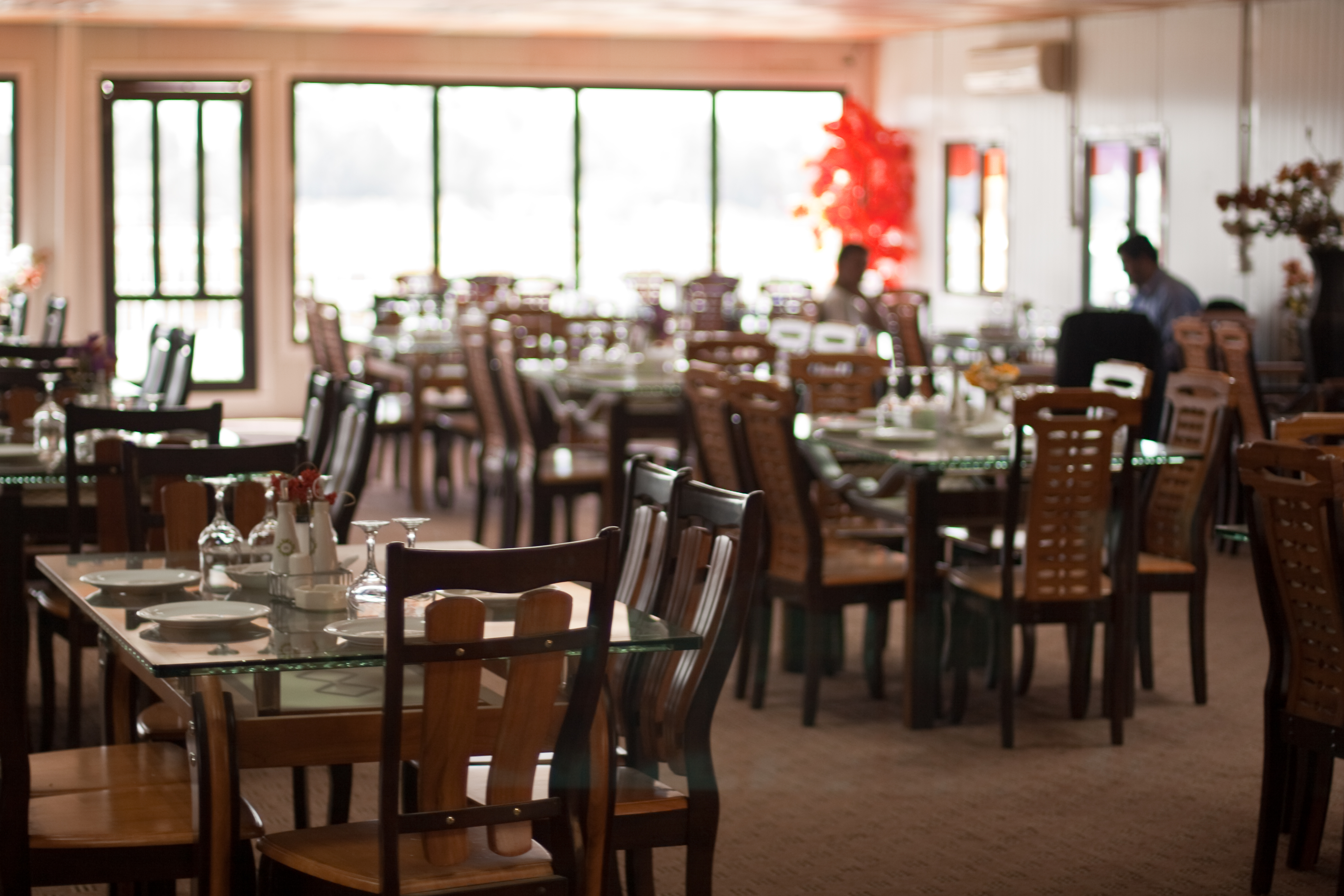
Interior de um restaurante

Um restaurante é um estabelecimento comercial destinado ao preparo e comércio de refeições, normalmente servindo também todo o tipo de bebidas. Normalmente consiste em uma ou várias salas com mesas. A comida e bebidas são servidas por garçons (empregados-de-mesa).

## História

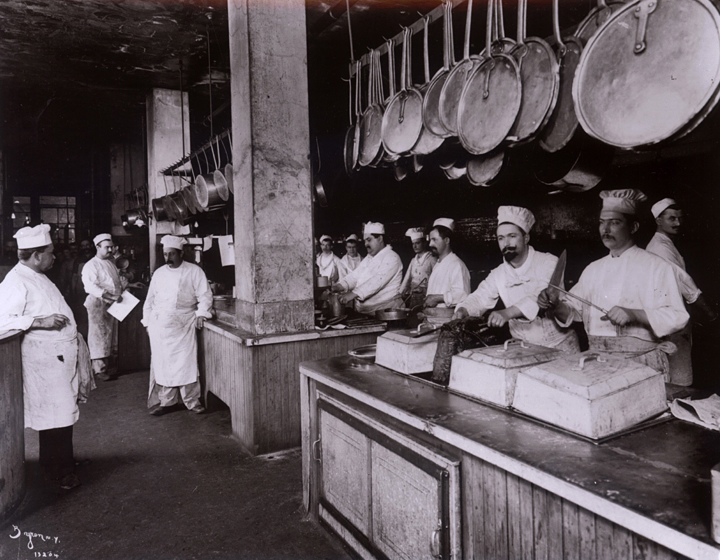
Cozinha de um restaurante americano em 1902

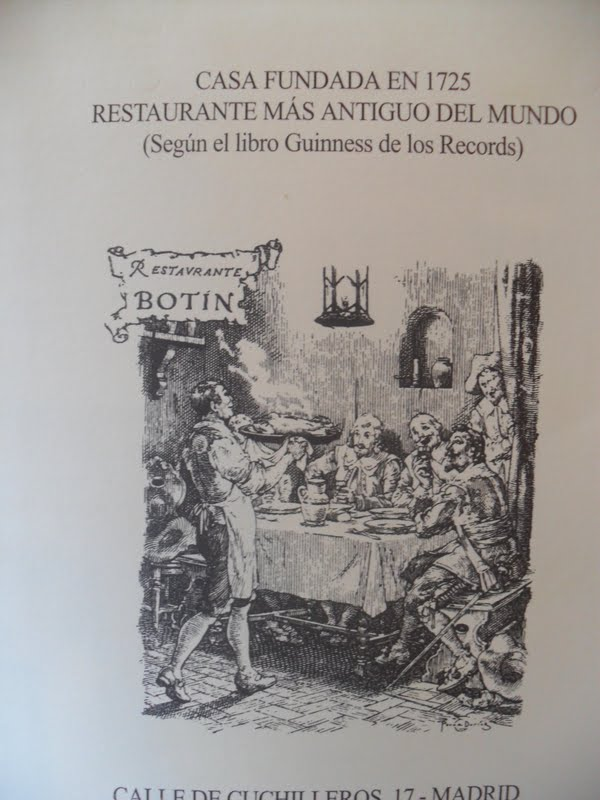
Cardápio do Restaurante Botín em Madrid

O termo restaurante (do francês restaurant, restaurador, aquilo que restaura) surgiu no século XVI, com o significado de "alimento reconstituinte, revigorador de forças", e se referia especificamente a uma sopa, um caldo de carne concentrado. O uso moderno da palavra surgiu por volta de 1765 quando um parisiense conhecido por Boulanger abriu um estabelecimento que oferecia várias opções. O primeiro restaurante de luxo foi a Grande Taverne de Londres, fundada em 1782 por Antoine Beauvilliers, na rua de Richelieu, em Paris.
Antes de existirem restaurantes, o único local (excetuando-se as pousadas e tavernas) onde se podia adquirir comida pronta era a cozinha de rua. Ela existe desde a mais remota antiguidade e persiste até os dias de hoje.
Segundo o Guiness Book, o restaurante mais antigo do mundo e ainda em funcionamento fica na Espanha, na calle de Cuchileros 17, Plaza Mayor (Madrid). Trata-se do Sobrino de Botín que fuciona ininterruptamente desde 1725, embora nos primeiros anos não fosse exatamente um restaurante, mas uma estalagem que recebia viajantes, mercadores, tropeiros. Pertencia ao cozinheiro francês Jean Botín e não ficava nesse endereço atual, mas na Plaza de Herradores, longe dali. Candido Remis, sobrinho do primeiro dono, batizou a casa com o nome atual, Sobrino de Botín.

Símbolo universal indicativo de um restaurante

Apesar das pousadas e tavernas serem conhecidas desde a antiguidade, estes estabelecimentos eram voltados a viajantes e, em geral, o povo das suas cidades raramente se alimentavam lá. O restaurante se firmou na França após a Revolução Francesa destituir a aristocracia, deixando um contingente de serviçais hábeis no trato com os alimentos, ao mesmo tempo em que muitos provincianos chegavam à cidade sem pessoas para cozinhar para elas, nem cartas de apresentação às famílias locais. O encontro desses dois públicos deu origem ao hábito de se fazer refeições fora de casa. Neste período, o chef Marie-Antoine Carême, segundo muitos o fundador da moderna culinária francesa, prosperou, se tornando conhecido como o "cozinheiro dos reis e o rei dos cozinheiros".
Os restaurantes proliferaram rapidamente nos Estados Unidos, com a abertura do primeiro Jullien's Restaurator em Boston, em 1794, e espalharam-se posteriormente. Contudo, muitos continuaram com a abordagem habitual do "serviço à francesa", providenciando uma refeição partilhada na mesa onde os clientes serviam-se eles próprios, o que os encorajava a comer com rapidez. O estilo moderno formal de jantar, onde os clientes são servidos com a comida já preparada num prato, é conhecido como Service à la russe, pois consta ter sido introduzido em França pelo príncipe russo Kurakin cerca de 1810, de onde se espalhou para Inglaterra e outros países.

## Organização de uma cozinha de restaurante
A equipe de um restaurante é formada por uma brigada de profissionais em que cada um tem sua tarefa bem definida dentro de sua especialidade, todos comandados pelo Chef. Não é incomum referir-se a cada um deles pelo nome de sua profissão no idioma francês.
Chef de cozinha
- Organizar a cozinha;
- Estabelecer os menus;
- Levantar o custo dos alimentos;
- Elaborar as fichas técnicas;
- Supervisionar a produção de alimentos.

Subchefe ou sous-chef
- Dar apoio ao chefe em todas as suas funções e o substitui em sua ausência;
- Exercer a função de instrutor juntos aos auxiliares;
- Supervisionar do desempenho dos commis.

Commis
- Aprendiz ou ajudante de cozinha
- Trabalhar sob supervisão do Sous-Chef

Aboyer
- Receber as comandas;
- Ordenar a marcha dos serviços;
- Despachar o pedido, fazendo uma avaliação final.

Saucier
- Exercer os trabalhos mais delicados: molhos, carnes ensopadas, braseados e pequenas guarnições de acompanhamento.

Garde-manger
- Manter em dia as provisões da despensa (seca e a temperatura controlada – câmaras frias);
- Porcionar os pescados, carnes e aves;
- Supervisionar, renovar e repor o estoque da cozinha diariamente;
- Preparar decorações elaboradas em frutas e verduras;
- Preparar o menu de Saladas Frias e Quentes.

Entremetier
- Preparar as sopas, pratos com ovos, legumes frescos e secos;
- Preparar alguns hors d´ouvre quentes: quiche, suflê etc.

Rotisseur
- Assar todos os alimentos de forno, grelha, espeto e fritos;
- Cortar as batatas.

Patissier
- Executar todas as sobremesas, sorvetes, petit four e crepes;
- Elaborar todos os tipos de massa para doces: massa de bomba, folhado e outros.

Poissonier
- Produz os pescados em geral (exceto os assados e fritos), bem como os molhos de pescados.

Boucher
- Cuidar do açougue, das carnes.
- Limpar e posicionar carnes e aves.

Tournant
- Substituir cada chefe de praça quando da sua folga.

Chef de gard
- Responsabilizar-se pela cozinha, quando o restaurante ainda não está aberto ao público

Chefe steward
- Manter limpo todo o ambiente, desde os materiais da cozinha até as pias, bancadas, equipamentos, câmaras frias;
- Solicitar material extra necessário para festividades.

Plongeur
- Realizar a limpeza pesada.

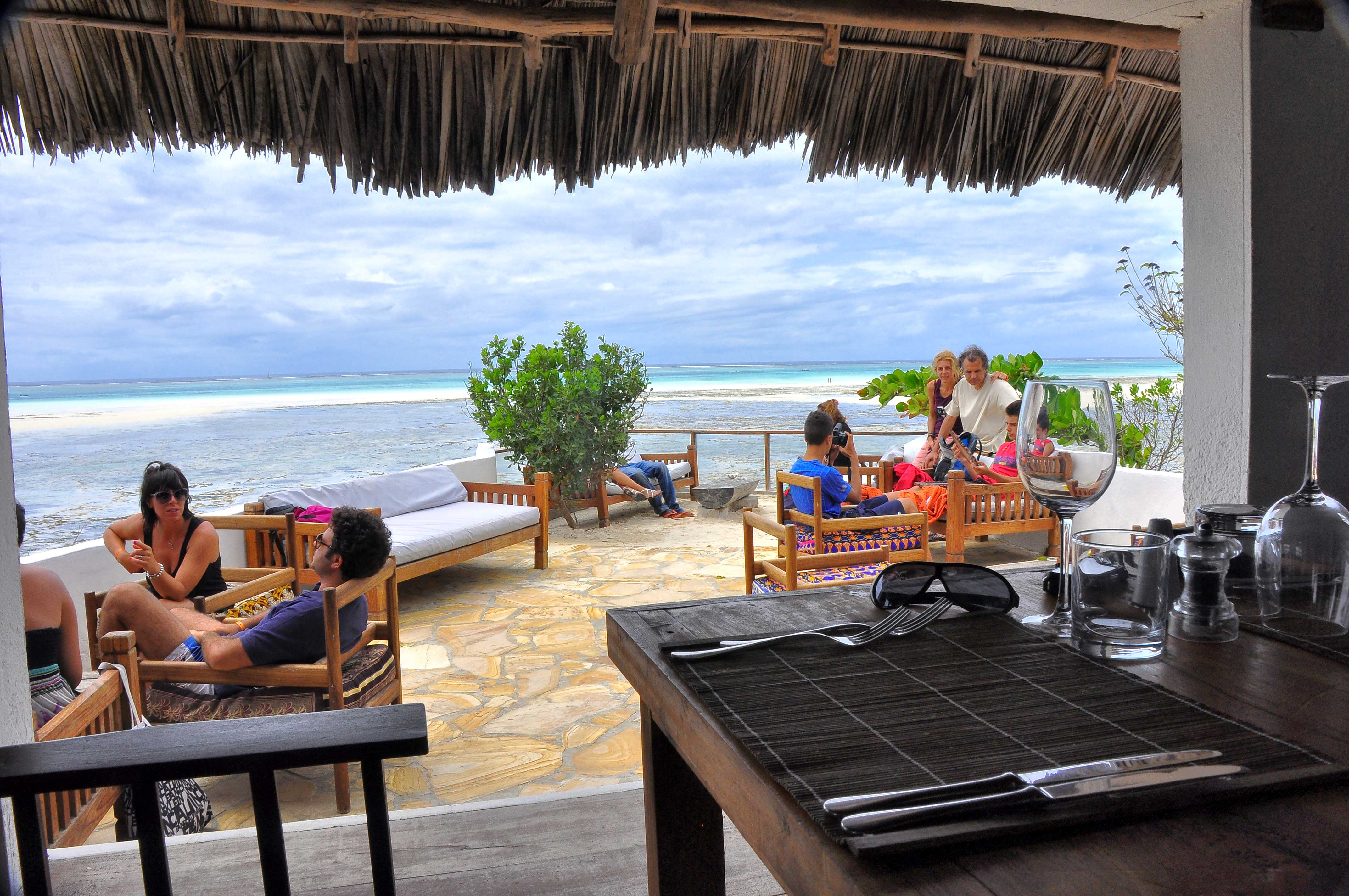
Restaurante Zanzibar
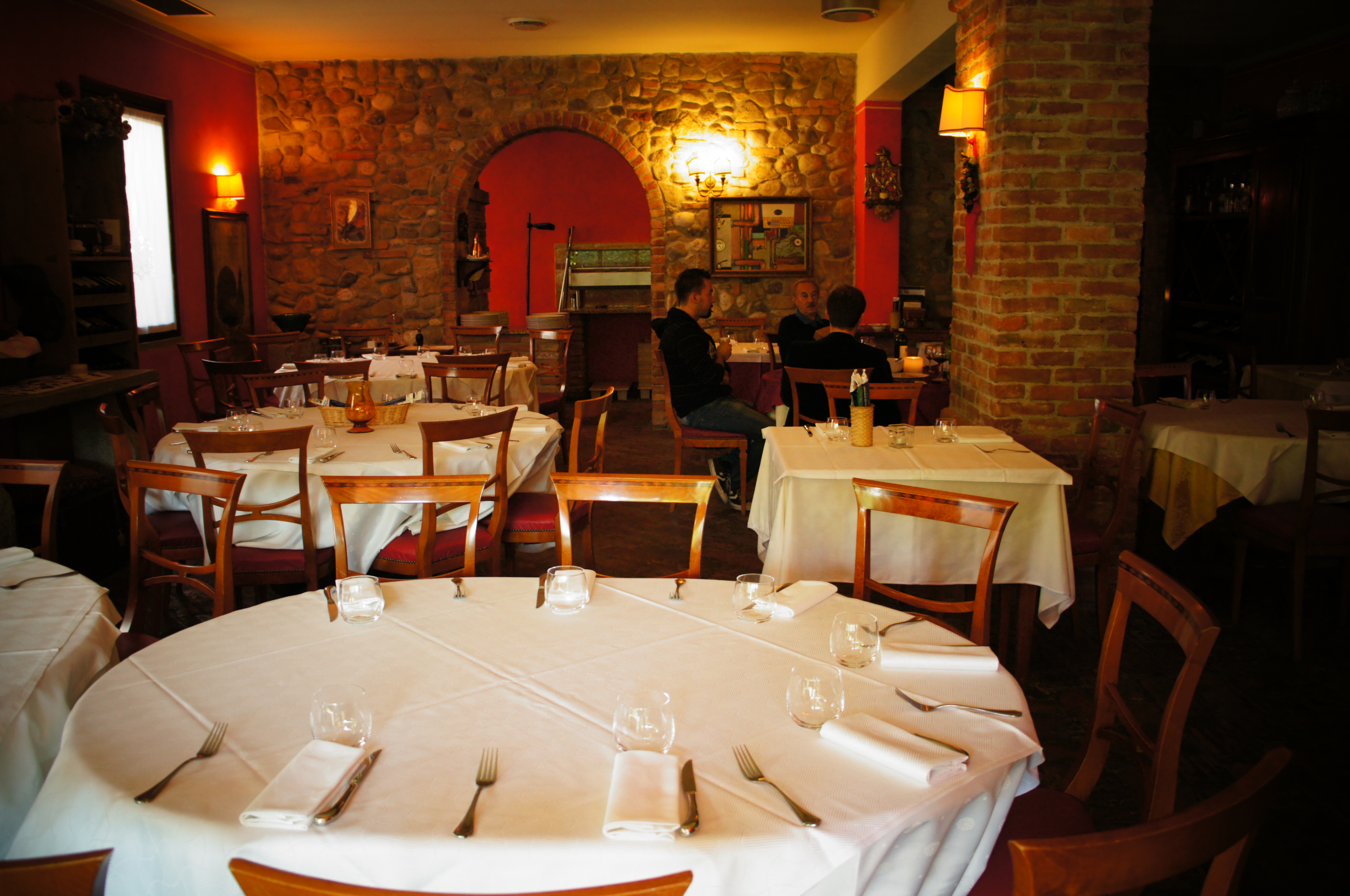
Restaurante
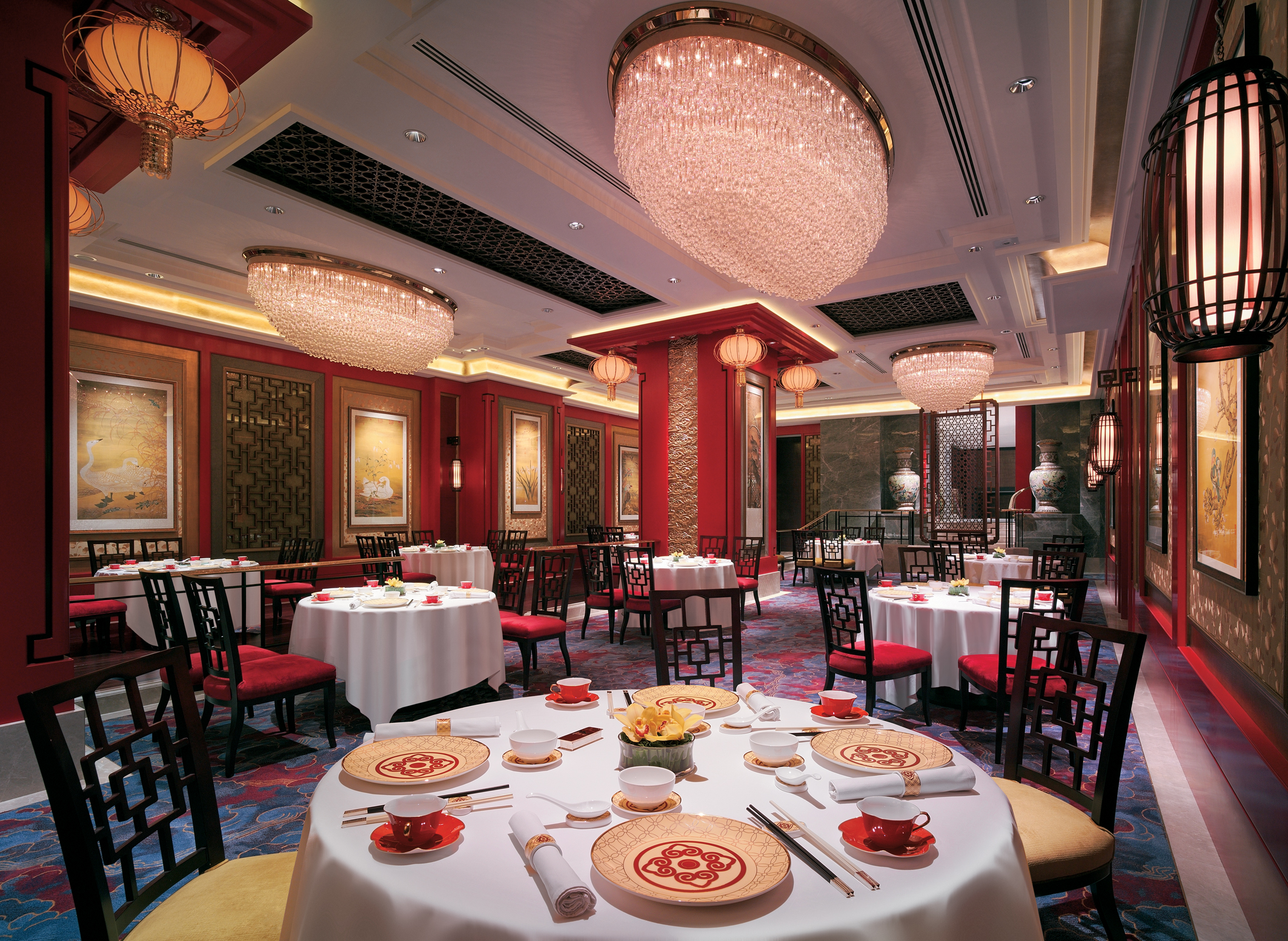
Restaurante
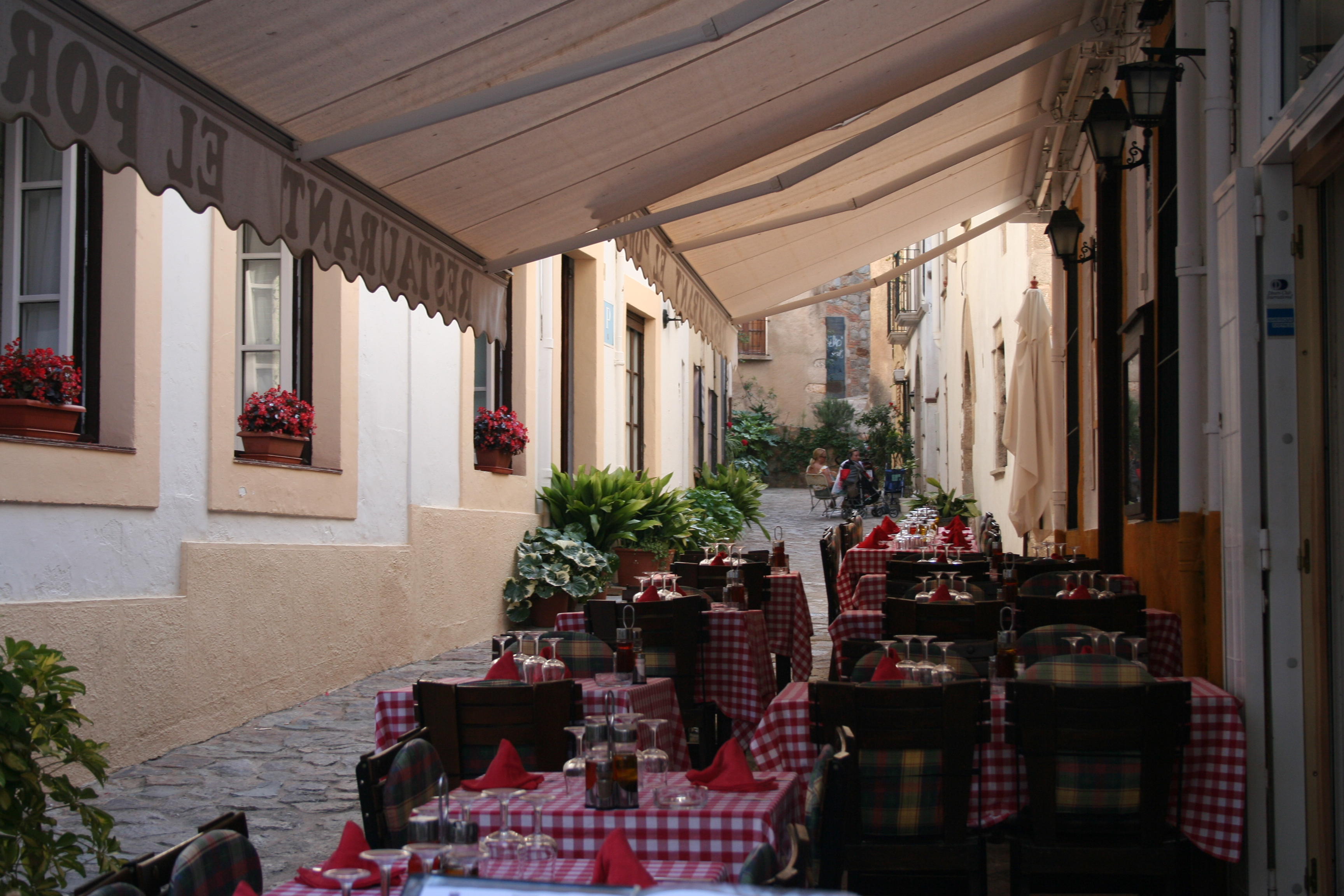
Restaurante
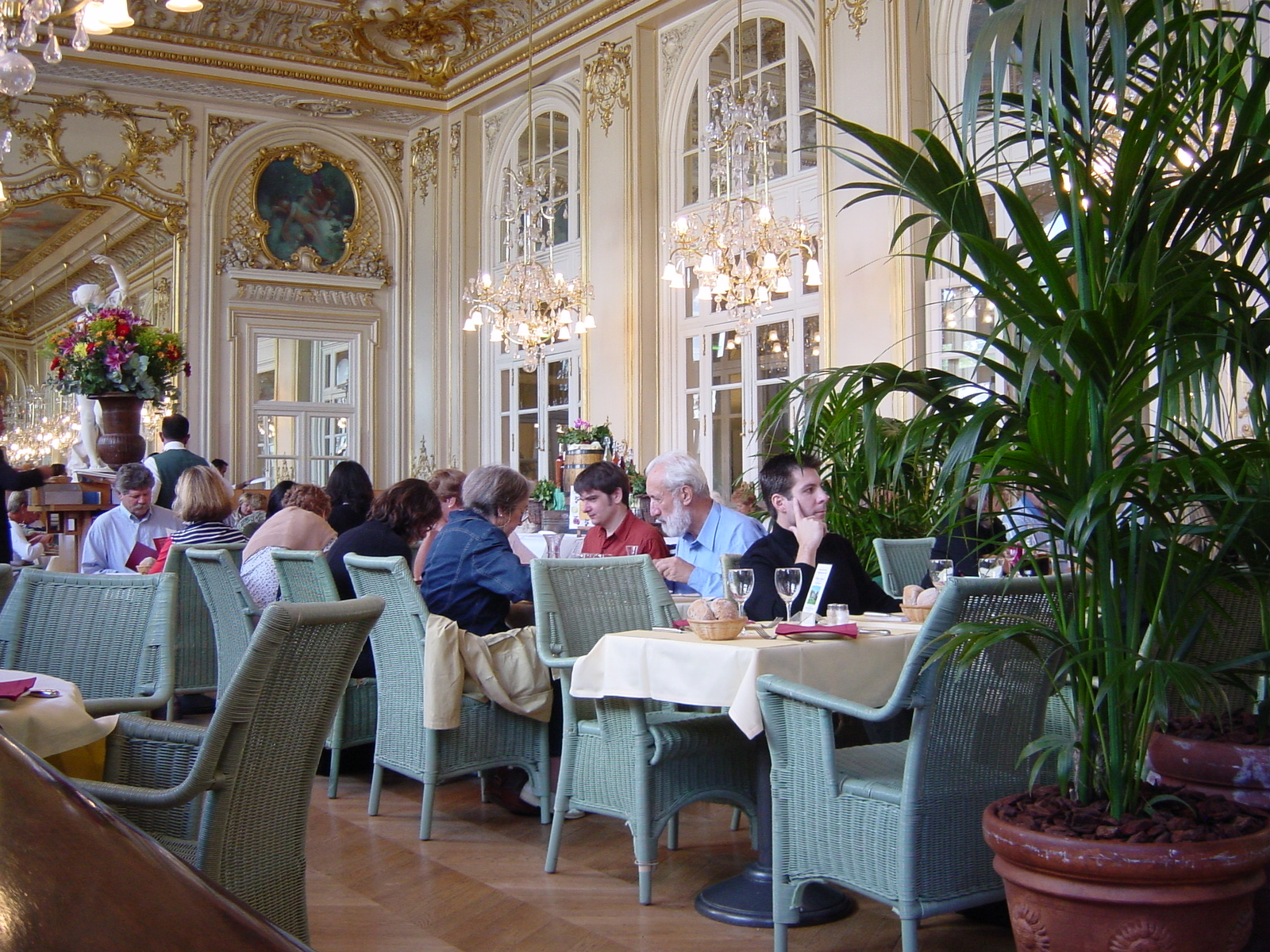
Restaurante  Musée d'Orsay
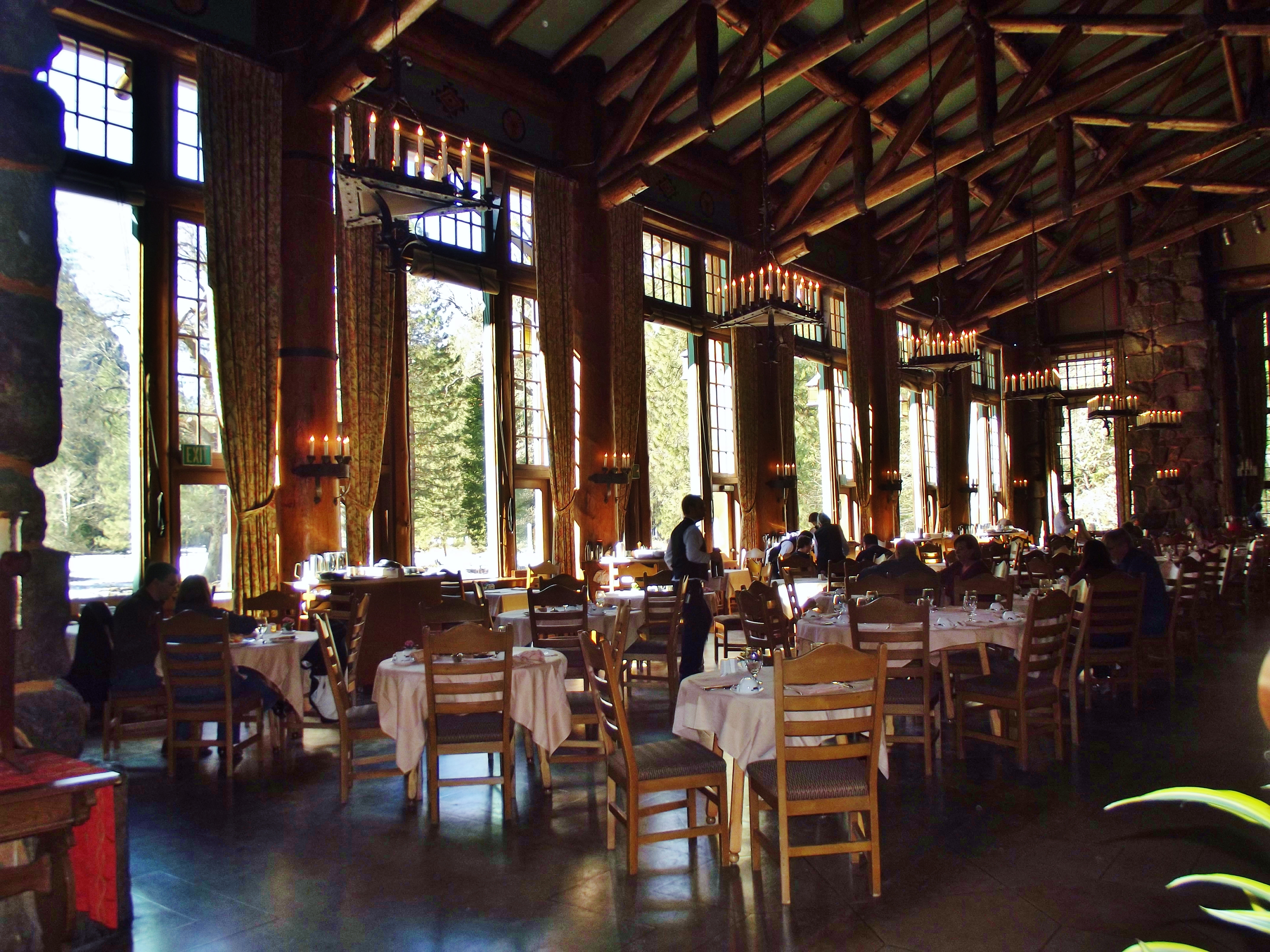
USA Hotel restaurante
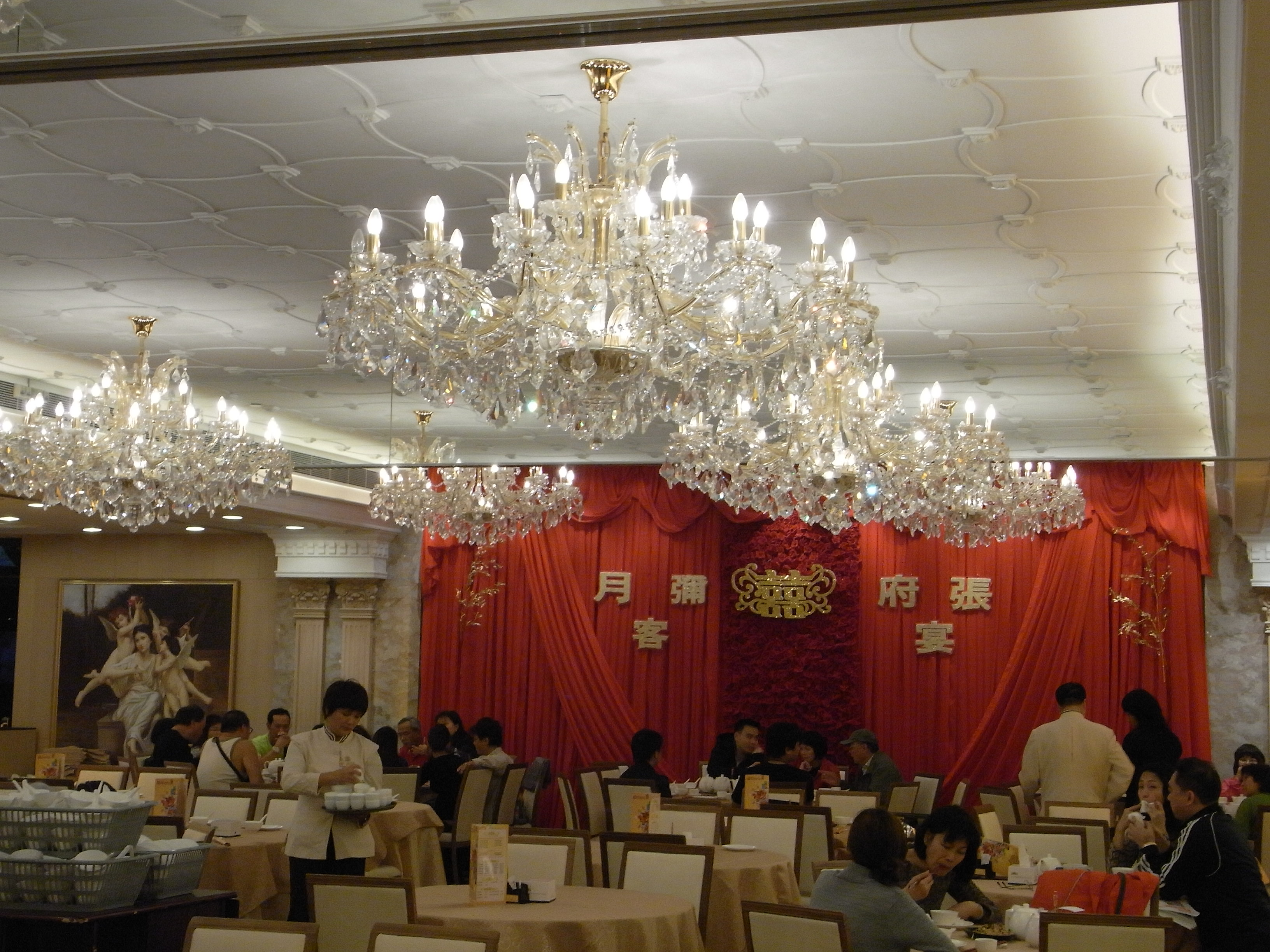
Restaurante
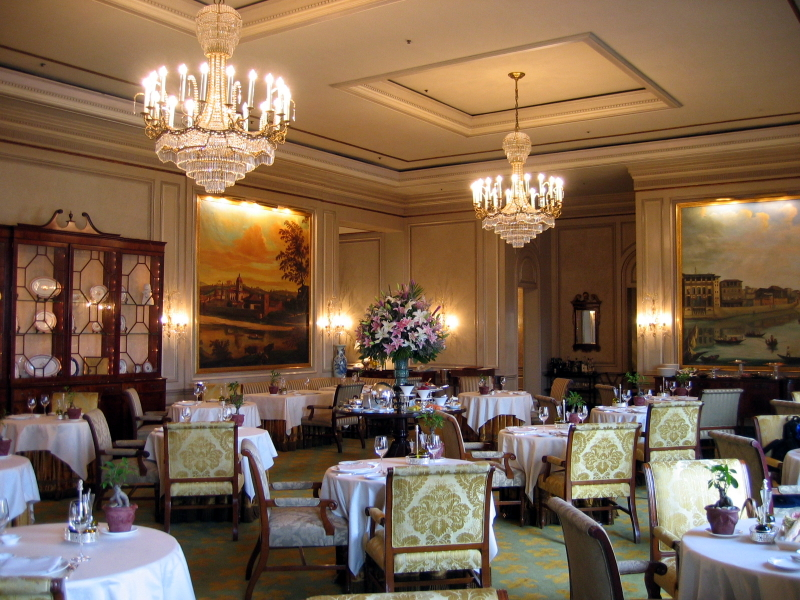
Restaurant Ritz Hotel